# Shut Your Mouth and Open Your Eyes
Shut Your Mouth and Open Your Eyes es el tercer álbum de estudio del grupo californiano AFI. Fue publicado en 1997 bajo el sello Nitro Records.
Es el primer álbum de AFI en el que aparece Hunter Burgan como bajista y Jade Puget como guitarrista adicional, ya que en 1999 se une como miembro permanente de la banda.

## Lista de canciones
| N.º | Título                                             | Duración |  |
| 1.  | «Keeping Out of Direct Sunlight (An Introduction)» | 0:58     |  |
| 2.  | «Three Reasons»                                    | 1:33     |  |
| 3.  | «A Single Second»                                  | 2:12     |  |
| 4.  | «pH Low»                                           | 1:42     |  |
| 5.  | «Let It Be Broke»                                  | 2:06     |  |
| 6.  | «Third Season»                                     | 2:49     |  |
| 7.  | «Lower Your Head and Take It In The Body»          | 1:46     |  |
| 8.  | «Coin Return»                                      | 2:33     |  |
| 9.  | «The New Patron Saints and Angels»                 | 2:17     |  |
| 10. | «Three Seconds Notice»                             | 1:35     |  |
| 11. | «Salt For Your Wounds»                             | 2:24     |  |
| 12. | «Today's Lesson» (Filth cover)                     | 2:14     |  |
| 13. | «The Devil Loves You»                              | 1:30     |  |
| 14. | «Triple Zero»                                      | 2:50     |  |

Versión de Vinilo

| Edición de Vinilo |                                   |          |  |
| N.º               | Título                            | Duración |  |
| 15.               | «Last Caress» (The Misfits cover) | 2:01     |  |

Versión Japonesa

| Versión Japonesa |                |          |  |
| N.º              | Título         | Duración |  |
| 15.              | «Self-Pity»    | 0:56     |  |
| 16.              | «Key Lime Pie» | 0:37     |  |